# Alexander Haig
Alexander Haig (ur. 2 grudnia 1924 w Filadelfii, zm. 20 lutego 2010 w Baltimore) – amerykański dowódca wojskowy, generał United States Army, naczelny dowódca Połączonych Sił Zbrojnych NATO w Europie (1974–1979), polityk, szef personelu Białego Domu w administracji prezydentów Richarda Nixona i Geralda Forda, sekretarz stanu Stanów Zjednoczonych za prezydentury Ronalda Reagana (1981–1982). Uchodził za polityka umiarkowanego oraz zwolennika odprężenia i według wielu z tego powodu musiał odejść ze stanowiska sekretarza.

## Życiorys

### Dzieciństwo i młodość
Urodził się 2 grudnia 1924 w Filadelfii w stanie Pensylwania. Studiował na Uniwersytecie Notre Dame w stanie Indiana, ale po roku przeniósł się do Akademii Wojskowej West Point, którą ukończył w 1947.

### Służba wojskowa
Jako młody oficer został przydzielony do sztabu generała Douglasa MacArthura. W czasie wojny koreańskiej był odpowiedzialny za plan sytuacyjny i meldowanie o działaniach. Następnie został przydzielony do X korpusu, z którym brał udział m.in. w bitwie pod Inchon i pod Chosin. W czasie walk został odznaczony dwiema Srebrnymi Gwiazdami i jedną Brązową Gwiazdą. Po wojnie koreańskiej pracował w Pentagonie, gdzie był m.in. wojskowym doradcą sekretarza obrony Roberta McNamary.
W 1965 objął dowództwo batalionu w 1 Dywizji Piechoty w Wietnamie. Podobnie jak w Korei, Haig wykazał się dużą odwagą za co został nagrodzony m.in. Krzyżem za Wybitną Służbę i Purpurowym Sercem. Został awansowany na pułkownika i został dowódcą brygady w 1 Dywizji Piechoty.

### Praca dla administracji Nixona i Forda
W 1969 został doradcą Henry’ego Kissingera. W 1970 prezydent Richard Nixon mianował go zastępcą doradcy prezydenta ds. bezpieczeństwa narodowego. W 1973 został zastępcą szefa sztabu armii amerykańskiej. W maju tego samego roku został szefem personelu Białego Domu i pełnił tę funkcję do 1974.

### Dowództwo w NATO
W 1974 został naczelnym dowódcą Połączonych Sił Zbrojnych NATO w Europie. Funkcję tę pełnił do 1979. 25 czerwca 1979 był celem zamachu, gdy mina wybuchła pod jego samochodem. Haigowi nic się nie stało, ale jego trzech ochroniarzy zostało rannych. O zamach oskarżono RAF. Za dokonanie zamachu sąd w Niemczech skazał w 1993 Rolfa Clemensa Wagnera na dożywocie.

### Sekretarz stanu
W 1979 odszedł z wojska i został dyrektorem United Technologies Corporation. W styczniu 1981 został mianowany sekretarzem stanu przez prezydenta Ronalda Reagana.
30 marca 1981, czyli w dniu nieudanego zamachu na Ronalda Reagana, Haig na konferencji prasowej ogłosił, że to on kieruje państwem.
Konstytucyjnie, panowie mamy prezydenta, wiceprezydenta i sekretarza stanu, w tym porządku i jeśli prezydent zdecyduje się przekazać władzę wiceprezydentowi, uczyni to. Jak na razie, ja tu rządzę, w Białym Domu, czekając na powrót wiceprezydenta i będąc z nim w stałym kontakcie. Jeśli coś się stanie, oczywiście skonsultuję się z nim.
Constitutionally, gentlemen, you have the president, the vice president and the secretary of state, in that order, and should the president decide he wants to transfer the helm to the vice president, he will do so. As for now, I’m in control here, in the White House, pending the return of the vice president and in close touch with him. If something came up, I would check with him, of course.
Wypowiedź ta mająca uspokoić społeczeństwo została zinterpretowana jako próba przekroczenia uprawnień przez Haiga. Haig ponadto pomylił się w interpretacji amerykańskiej konstytucji dotyczącej Linii sukcesji prezydenckiej. Zgodnie z nią po prezydencie następuje wiceprezydent, spiker Izby Reprezentantów i przewodniczący pro tempore Senatu USA i dopiero po nim sekretarz stanu.
Po wybuchu wojny o Falklandy, Haig usiłował mediować między rządami Wielkiej Brytanii i Argentyny, ale negocjację się załamały.
Po izraelskiej inwazji na Liban w 1982, krytycy oskarżyli Haiga o to, że ten dał zielone światło Izraelowi, czemu zdecydowanie zaprzeczał. Zrezygnował z pełnienia obowiązków nagle w lipcu 1982. Głównym powodem była niezgoda z Ronaldem Reaganem w kwestii polityki zagranicznej. Plotka głosiła, że pierwsza dama, Nancy Reagan nie przepadała za generałem. Jego urzędowanie było naznaczone scysjami z sekretarzem obrony Casparem Weinbergerem.

### Po odejściu z rządu
W 1988 bezskutecznie starał się o nominacje prezydencką. Gdy nie uzyskał jej przekazał swoje głosy senatorowi Bobowi Dole’owi. Później Haig zasiadał w zarządach kilku spółek i fundacji jak m.in. America Online, Amerykański Komitet na rzecz pokoju na Kaukazie. Był zdecydowanym krytykiem George’a Busha, uważając go za przywódcę słabego i niezdecydowanego.
Zmarł 20 lutego 2010 w szpitalu w Baltimore, po ponad trzytygodniowej hospitalizacji spowodowanej powikłaniami po nie ujawnionej dokładniej infekcji. Miał 85 lat.

## Odznaczenia
- Combat Infantry Badge
- Presidential Service Badge
- Krzyż za Wybitną Służbę (Distinguished Service Cross)
- Defense Distinguished Service Medal – dwukrotnie
- Distinguished Service Medal
- Srebrna Gwiazda (Silver Star) – dwukrotnie
- Legia Zasługi (Legion of Merit) – trzykrotnie
- Zaszczytny Krzyż Lotniczy (Distinguished Flying Cross) – trzykrotnie
- Brązowa Gwiazda (Bronze Star) – trzykrotnie
- Purpurowe Serce (Purple Heart)
- Air Medal
- Medal Pochwalny Armii (Army Commendation Medal)
- American Campaign Medal
- World War II Victory Medal
- Army of Occupation Medal
- National Defense Service Medal – dwukrotnie
- Korean Service Medal – pięciokrotnie
- Vietnam Service Medal – dwukrotnie
- Kawaler Orderu Narodowego Republiki Wietnamu (Wietnam Południowy)
- Gallantry Cross Unit Citation (Wietnam Południowy)
- Medal „Za kampanię w Wietnamie” (Vietnam Campaign Medal, Wietnam Południowy)
- United Nations Korea Medal (ONZ)